# Chubra Peak
Der Chubra Peak (englisch; bulgarisch връх Чубра wrach Tschurba) ist ein 1422 m hoher Berg an der Davis-Küste des Grahamlands auf der Antarktischen Halbinsel. Er ragt 2,6 km südöstlich des Kopfendes der Lanchester Bay, 6,9 km südsüdöstlich des Milkov Point und 6,1 km südwestlich des Sredorek Peak auf.
Deutsche und britische Wissenschaftler kartierten ihn 1996 gemeinsam. Die bulgarische Kommission für Antarktische Geographische Namen benannte ihn 2010 nach der Ortschaft Tschubra im Osten Bulgariens.